# Kecamatan Pondokgede
Kecamatan Pondokgede är ett distrikt i Indonesien.   Det ligger i provinsen Jawa Barat, i den västra delen av landet. Huvudstaden Jakarta ligger i Kecamatan Pondokgede.